# Vela nos Jogos Olímpicos de Verão de 1924 - 8 Metre
As provas da classe 8 Metre da vela nos Jogos Olímpicos de Verão de 1924 ocorreram entre 21 e 26 de julho daquele ano em Le Havre, na França. O programa compunha cinco regatas. Para esta classe, houve 25 velejadores, em 5 barcos, de 5 nações inscritas.

## Calendário
| ● | Competições desportivas | ● | Finais |

| Data                      | Julho    | Julho    | Julho    | Julho           | Julho    | Julho    |
| Data                      | 21 Seg   | 22 Ter   | 23 Qua   | 24 Qui          | 25 Sex   | 26 Sáb   |
| Data                      | Le Havre | Le Havre | Le Havre | Le Havre        | Le Havre | Le Havre |
| ------------------------- | -------- | -------- | -------- | --------------- | -------- | -------- |
| 8 Metre                   | M1       | M2       | M3       | Dia de descanso | SF1      | SF2      |
| Total de medalhas de ouro |          |          |          |                 |          | 1        |

## Configuração do curso
O percurso na figura a seguir foi usado durante as regatas olímpicas de 8 Metre de 1924 em todas as regatas:

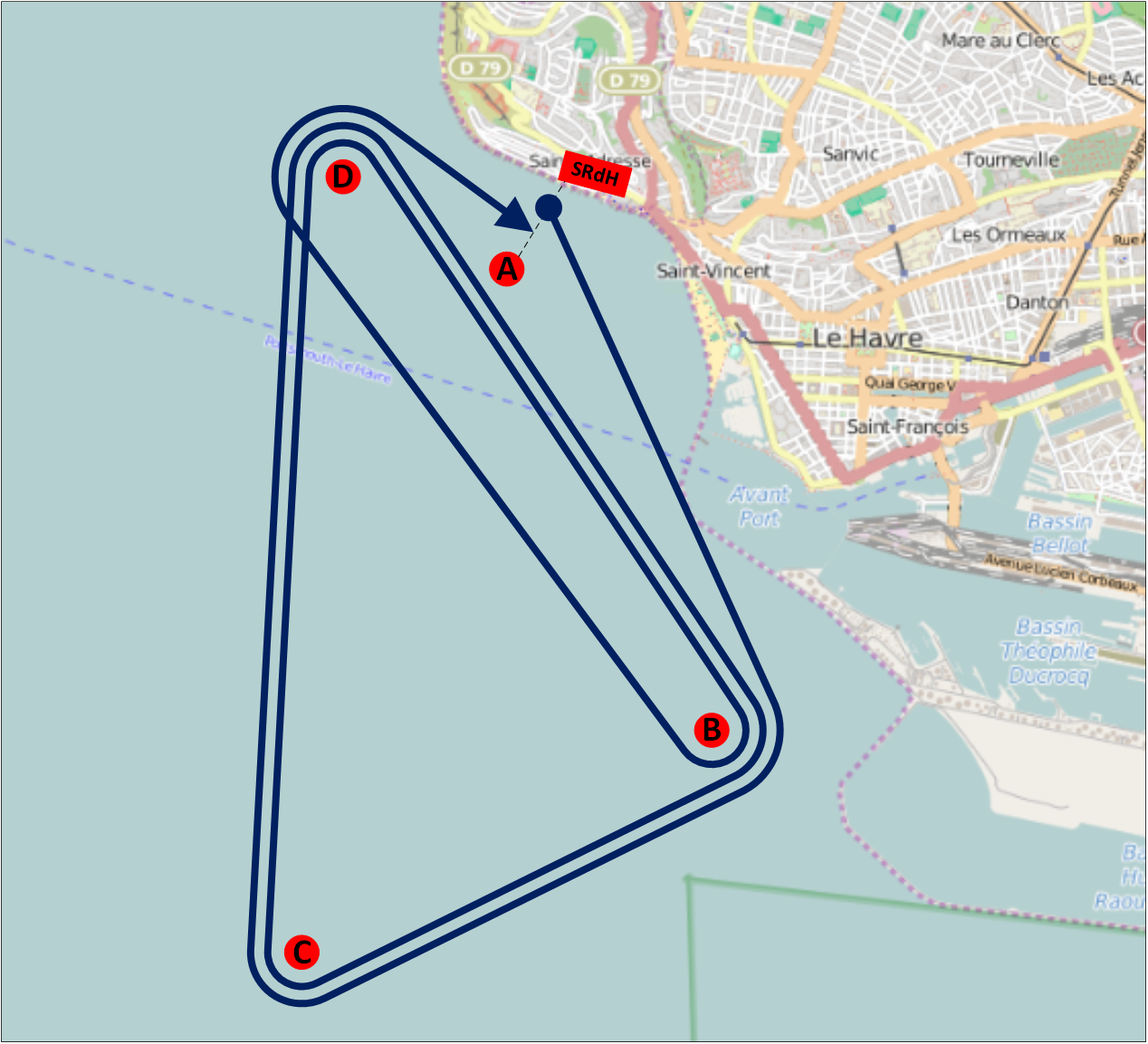
Área do curso

## Medalhistas
O grupo norueguês Carl Ringvold, Rick Bockelie, Harald Hagen, Ingar Nielsen e Carl Ringvold Jr. finalizou a competição em primeiro lugar, conquistando a medalha de ouro. A prata firmou-se com os britânicos Ernest Roney, Harold Fowler, Edwin Jacob, Thomas Riggs e Walter Riggs. Por fim, a medalha de bronze ficou com a equipe francesa Louis Breguet, Pierre Gauthier, Robert Girardet, André Guerrier e Georges Mollard.
|  | NOR Noruega                                                              |  | GBR Grã-Bretanha                                                 |  | FRA França                                                                   |
|  | Carl Ringvold Rick Bockelie Harald Hagen Ingar Nielsen Carl Ringvold Jr. |  | Ernest Roney Harold Fowler Edwin Jacob Thomas Riggs Walter Riggs |  | Louis Breguet Pierre Gauthier Robert Girardet André Guerrier Georges Mollard |

## Resultados
Estes foram os resultados da competição:
| Pos.              | País             | Timoneiro(a)        | Tripulante(s)                                                            | Regata 1 | Regata 1 | Regata 2 | Regata 2 | Regata 3 | Regata 3 | Regata 4 | Regata 4 | Regata 5 | Regata 5 | Total |
| Pos.              | País             | Timoneiro(a)        | Tripulante(s)                                                            | Pos.     | Pts.     | Pos.     | Pts.     | Pos.     | Pts.     | Pos.     | Pts.     | Pos.     | Pts.     | Total |
| Medalha de ouro   | NOR Noruega      | Carl Ringvold       | Rick Bockelie Harald Hagen Ingar Nielsen Carl Ringvold Jr.               | 2        | Q        | 4        | —        | 1        | Q        | 1        | 1.0      | 1        | 1.0      | 2.0   |
| Medalha de prata  | GBR Grã-Bretanha | Ernest Roney        | Harold Fowler Edwin Jacob Thomas Riggs Walter Riggs                      | 3        | —        | 1        | Q        | 2        | —        | 2        | 2.0      | 3        | 3.0      | 5.0   |
| Medalha de bronze | FRA França       | Louis Breguet       | Pierre Gauthier Robert Girardet André Guerrier Georges Mollard           | 1        | Q        | 5        | —        | 2        | Q        | 3        | 3.0      | 2        | 2.0      | 5.0   |
| 4                 | BEL Bélgica      | Fernand Carlier     | Maurice Passelecq Emmanuel Pauwels Paul Van Halteren Victor Vandersleyen | 5        | —        | 2        | Q        | RET      | 5.0      | 4        | 4.0      | 4        | 4.0      | 8.0   |
| 5                 | ARG Argentina    | Juan Carlos Milberg | Rolando Aguirre César Gérico Bernardo Milhas Mário Uriburu               | 4        | —        | 3        | —        | 4        | —        | —        | —        | —        | —        | —     |
| 6                 | ITA Itália       | G. Gino             | R. Giuseppe B.B. Marcantonio S. Mauro S.F. Ricardo                       | DNC      | —        | DNC      | —        | DNC      | —        | —        | —        | —        | —        | —     |

Legenda
| Recorde mundial      | Recorde mundial (World record)               |                       | Recorde africano                      | Recorde africano (African) |                                           | Q | Classificado por posição (Qualified) |
| Recorde olímpico     | Recorde olímpico (Olympic record)            | Recorde da América    | Recorde da América (Americas)         | q                          | Classificado por melhor tempo (Qualified) |   |                                      |
| Melhor marca do ano  | Melhor marca do ano (World leading)          | Recorde asiático      | Recorde asiático (Asian)              | DNS                        | Não largou (Did not start)                |   |                                      |
| Recorde nacional     | Recorde nacional (National record)           | Recorde europeu       | Recorde europeu (European)            | DNF                        | Não terminou (Did not finish)             |   |                                      |
| Recorde pessoal      | Recorde pessoal do atleta (Personal best)    | Recorde da Oceania    | Recorde da Oceania (Oceania)          | DSQ / DQ                   | Desclassificado (Disqualified)            |   |                                      |
| Recorde da temporada | Recorde da temporada do atleta (Season best) | Recorde sul-americano | Recorde sul-americano (South America) | NM                         | Sem marca (No mark)                       |   |                                      |

### Classificação diária

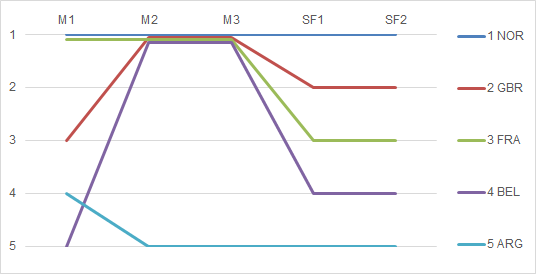
Gráfico mostrando a classificação diária na classe.

### Vela
| M   | Regata da Medalha da qual só participam os dez primeiros colocados das regatas anteriores  |  |  | CAN | Regata cancelada |
| BFD | Desclassificado por bandeira preta (Black Flag Disqualified)                               |  |  |     |                  |
| UFD | Desclassificado por bandeira "U" (U Flag Disqualified)                                     |  |  |     |                  |
| OCS | Largada queimada (On the Course Side of the starting line)                                 |  |  |     |                  |
| DNE | Desclassificação sem eliminação (infração a um item do regulamento da prova – Did Not End) |  |  |     |                  |